# Hunslet Austerity 0-6-0ST
Als Hunslet Austerity 0-6-0 ST wird eine Klasse britischer Tenderlokomotiven der Achsfolge C (0-6-0 nach der Whyte-Notation) mit Satteltank bezeichnet, die als Kriegslokomotiven vom War Department (Kriegsministerium) des Vereinigten Königreichs ab 1943 bei diversen Herstellern nach einem Entwurf der Firma Hunslet beschafft wurden. Sie waren sowohl für den Einsatz in Großbritannien im Zuge der Vorbereitung der alliierten Invasion in der Normandie als auch nach der Invasion auf dem europäischen Kontinent zur Sicherstellung des Nachschubs vorgesehen. Nach dem Krieg wurde ein Teil der Lokomotiven als Klasse J94 in den Bestand der London and North Eastern Railway (LNER) übernommen, die 1948 infolge des Transport Act 1947 an British  Railways als neugegründete Staatsbahn überging. Weitere Maschinen gingen an Werksbahnen und Bergwerke. Von den auf dem europäischen Festland eingesetzten Lokomotiven blieb ein Teil in den Niederlanden. 27 Maschinen kamen als Baureihe 8800 zur Staatsbahn Nederlandse Spoorwegen (NS), weitere Exemplare an die Nederlandse Staatsmijnen. Weitere Maschinen verblieben in Frankreich und Tunesien. In Großbritannien wurden zwischen 1946 und 1964 zusätzlich zu den 377 vom War Department beschafften Exemplaren weitere 108 Stück für Industrie- und Werksbahnen gebaut, darunter alleine 77 Maschinen für das National Coal Board, in dem alle verstaatlichten Kohlenbergwerke in Großbritannien zusammengefasst worden waren. Die letzten Maschinen von British Railways wurden 1967 abgestellt, auf Industrie- und Werksbahnen blieben die letzten Exemplare bis Mitte der 1980er Jahre im Einsatz. Rund 75 Maschinen sind bei Museumsbahnen und Museen in Großbritannien, den Niederlanden, Belgien und Tunesien erhalten geblieben, die größte Anzahl erhaltener Dampflokomotiven eines Typs.

## Geschichte

### Konstruktion und Beschaffung
Im Zuge der Vorbereitungen zur Invasion erwarteten die Planer im Ministry of Supply (MOS) und dem War Department (WD) beim Erfolg der Landungen nicht nur absehbaren Bedarf an einer großen Stückzahl von Lokomotiven für die Beförderung von Nachschubzügen auf dem europäischen Festland, sondern auch für eine leistungsfähige Rangierlokomotive. Das War Department hatte 1939 für seine Zwecke ursprünglich eine Nachbeschaffung der Fowler Class 3F der London, Midland and Scottish Railway (LMS) ins Auge gefasst. Der Hersteller Hunslet überzeugte das War Department jedoch davon, dass eine vereinfachte Version einer von ihm Ende der 1930er Jahre entwickelten, moderneren Satteltanklokomotive für Industrie- und Werksbahnen, für die vorgesehenen Zwecke besser geeignet wäre, als der veraltete, aus dem Jahr 1924 stammende Entwurf der LMS. Die von Hunslet als 50550 Class bezeichnete Konstruktion war wiederum die Weiterentwicklung älterer Entwürfe, basierend auf einem erstmals 1923 entstandenen Entwurf einer Satteltanklokomotive mit Innenzylindern für Werks- und Industriebahnen.
Robin Riddles, der Leiter des Directorate of Transport Equipment im MOS, erhielt daher 1942 den Auftrag, aus dem Hunslet-Entwurf eine vereinfachte Version für die Beschaffung einer großen Serie abzuleiten. Die Konstruktion sollte möglichst einfach zu bauen und zu warten sein, auch für geringe Achslasten und schlecht verlegte Gleise geeignet sein sowie mit unterschiedlichen Brennstoffqualitäten zurecht kommen. Sie sollten Züge mit über 1100 Tonnen in der Ebene in Gang setzen können, auf Steigungen von 20 ‰ noch 300 Tonnen. Bereits am 1. Januar 1943 verließ die erste Maschine mit der Fabriknummer 2849 das Werk von Hunslet in Leeds. Bis 1946 entstanden insgesamt 377 Lokomotiven im Auftrag des War Department. Hunslet vergab den Bau eines Teils der Maschinen an Unterauftragnehmer, so dass neben den 120 bei Hunslet gebauten Exemplaren 15 bei Barclay, 52 bei Bagnall, 50 bei Hudswell Clarke, 90 bei Robert Stephenson & Hawthorns (RSH) und 50 bei Vulcan Foundry entstanden. Zwei weitere Maschinen entstanden für Steinkohlenbergwerke. 
Nach dem Krieg wurden weitere Maschinen gebaut, nachdem sie sich während des Krieges sehr bewährt hatten. Bis 1964 entstanden weitere Exemplare, insgesamt wurden zwischen 1943 und 1964 von den Austerities 485 Stück gebaut. Den Großteil der Nachbauten ab 1946 baute Hunslet, zwei Stück lieferten Robert Stephenson & Hawthorns und als bislang nicht beteiligter Hersteller erbaute die Yorkshire Engine Company 1954 acht Exemplare. Der Großteil der nachbeschafften Maschinen, insgesamt 77 Stück, wurde vom National Coal Board für den Einsatz in Steinkohlebergwerken beschafft, zusätzlich zu bereits zuvor gebraucht vom WD erworbenen Maschinen. Auch das War Department bestellte 1952 nochmals 14 Maschinen für militärische Zwecke nach, die 1953 geliefert wurden. Weitere Maschinen gingen an Stahlwerke, wie etwa den Stahlhersteller Guest, Keen and Nettlefolds, und andere Industriebetriebe. Die von Hunslet im März 1964 an das NCB ausgelieferte Lokomotive mit der Fabriknummer 3890 war die letzte in Großbritannien für den heimischen Markt in Normalspur gebaute Dampflokomotive vor dem Bau der 60163 Tornado im Jahr 2008.

### Einsatz während des Krieges
Die Maschinen fanden sehr unterschiedliche Einsatzzwecke. Ein Teil blieb in Großbritannien und wurde in Depots der British Army eingesetzt, die teils recht umfangreiche Gleisnetze besaßen. Weitere Maschinen wurden in Häfen eingesetzt, in denen ab Juni 1944 Nachschub für die auf dem europäischen Festland kämpfenden alliierten Truppen verladen wurde. Viele wurden im Nachgang der Invasion auf das Festland gebracht und kamen dort für ähnliche Zwecke zum Einsatz, sie ersetzten zudem beschädigte oder von der Wehrmacht vor den Alliierten in Sicherheit gebrachte einheimische Lokomotiven in Belgien, Frankreich und den Niederlanden während des Betriebs der Strecken durch britische Eisenbahntruppen. Einige Lokomotiven kamen auch in Nordafrika zum Einsatz. Ein Teil der Maschinen war während des Krieges bereits auf Vorrat gebaut worden und kam nicht mehr zum Einsatz; diese Maschinen wurden in Militärdepots hinterstellt. 

### Verbleib und Einsatz nach dem Krieg
Nach dem Ende des Krieges reduzierte sich der militärische Bedarf spürbar. Das WD verkaufte daher einen Großteil der Maschinen. Immerhin 90 Stück blieben zunächst im Einsatz in Militärdepots und anderen Armeeeinrichtungen wie etwa der für Übungszwecke unterhaltenen Militäreisenbahn Longmoor. 75 Exemplare erwarb die London and North Eastern Railway (LNER), 27 wurden zunächst an die Nederlandse Spoorwegen (NS) vermietet und von diesen 1947 erworben, 11 wurden an die Nederlandse Staatsmijnen vermietet, die schließlich neun davon in ihren Bestand übernahm, und sechs gingen nach Tunesien an die Chemins de fer Tunisiens (CFT). Viele der nach Großbritannien zurückgebrachten Exemplare gingen an Bergwerke, Stahlwerke und andere Industriebetriebe, auch Hafenbahnen übernahmen die dank ihres kurzen Radstands für deren oftmals enge Radien gut geeigneten Maschinen, so etwa die Port of London Authority. Einige Maschinen blieben in Frankreich und kamen zu dortigen Privat- und Werksbahnen, bei manchen Maschinen ist jedoch ihr Schicksal nach dem Krieg nicht mehr nachvollziehbar.

#### LNER

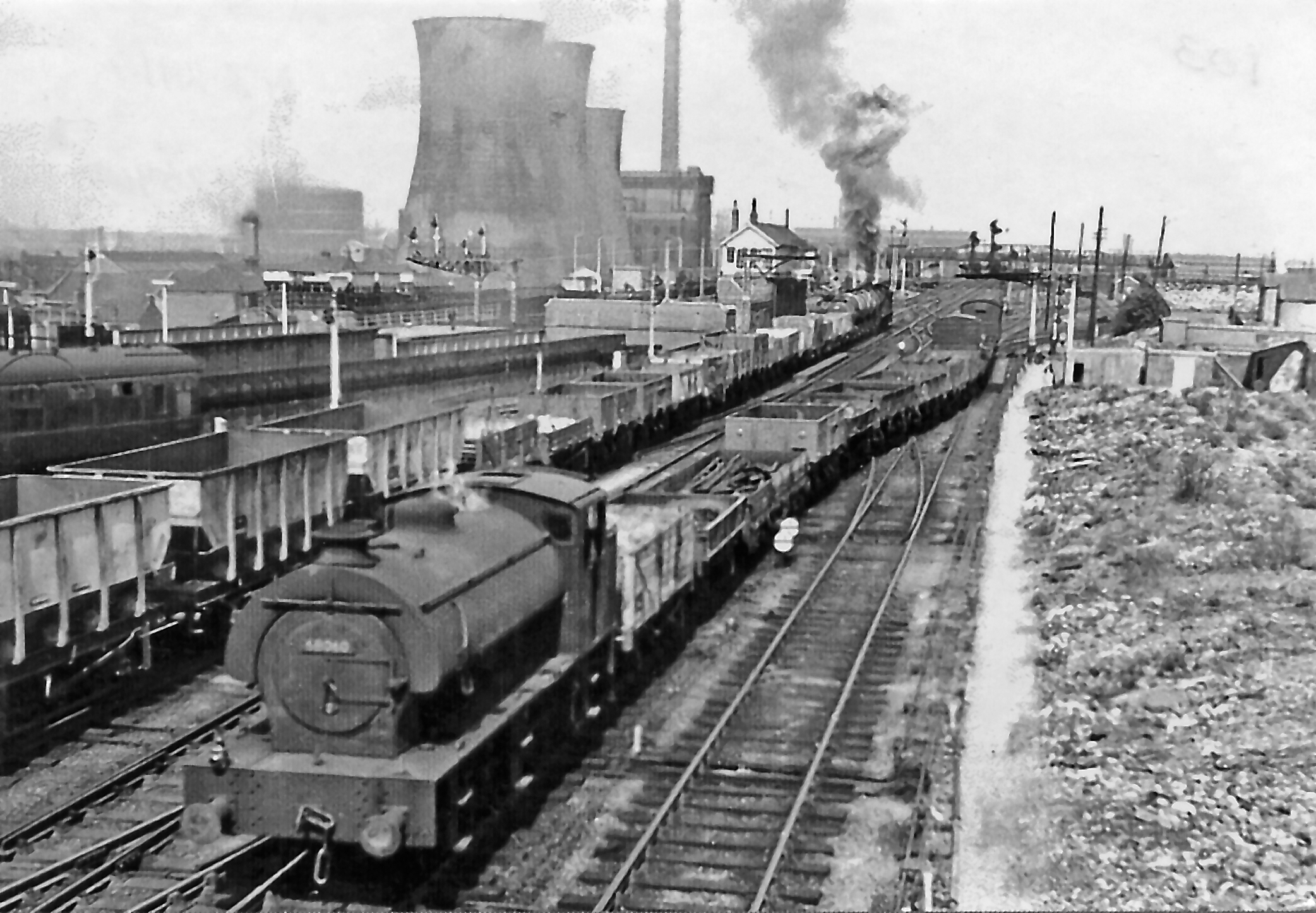
Lokomotive 68060 im Jahr 1961 im Einsatz in Darlington

Die LNER hatte bereits im Januar 1945 die Unterhaltung von 25 Lokomotiven des WD übernommen und eine leihweise in ihren Bestand übernommen. Nach dem Krieg hatte die LNER Bedarf an leistungsfähigen Rangierlokomotiven. Statt einer Neuentwicklung oder einer Nachbeschaffung der bisherigen Standard-Rangierlokomotive der Klasse J50, einer bereits aus dem Jahr 1913 stammenden Konstruktion, erwarb die LNER nach eingehenden Vergleichsfahrten insgesamt 75 Exemplare der Hunslet Austerity und reihte sie als Klasse J94 in ihren Bestand ein. 29 der Maschinen wurden direkt vom Einsatz beim Militär übernommen, 40 waren neu bzw. während des Krieges auf Vorrat gebaut und nicht zum Einsatz gekommen und sechs Stück kamen aus der noch laufenden Fertigung im Auftrag des WD. Sowohl die aus dem Militärdienst übernommenen wie auch die in Depots hinterstellten Maschinen erforderten teils erhebliche Reparaturen und längere Werkstattaufenthalte, bevor sie von der LNER eingesetzt werden konnten. Insbesondere Schäden in den Radsatzlagern waren verbreitet. Außerdem nahm die LNER kleinere Anpassungsarbeiten vor, wie etwa die Installation neuer Sitze und von Seitentüren. 1947 erhielt ein Teil der Maschinen vergrößerte Kohlenbunker.
Eingesetzt wurden die Maschinen durch die LNER vor allem in Häfen und Rangierbahnhöfen im Norden Englands. Alleine 25 Maschinen kamen in das Depot von Immingham für den Dienst in den dortigen Hafenanlagen und Rangierbahnhöfen. Weitere Maschinen kamen bspw. nach Darlington, Selby, West Hartlepool und York.

#### British Railways
Im Zuge des Railways Act 1947 ging die LNER zum 1. Januar 1948 in der neuen Staatsbahn British Railways (BR) auf. BR übernahm alle 75 Exemplare der Klasse J94 und stufte sie in die Leistungsklasse 4F ein. Die LNER-Nummern 8006–8080 wurden wie bei allen LNER-Lokomotiven durch eine vorangestellte 6 ergänzt. Im Vergleich zu LNER-Zeiten fanden die Maschinen eine weitere Verbreitung und wurden auf mehr Depots verteilt. Dazu gehörten auch Depots in der London Midland Region wie etwa in Birkenhead oder Wrexham. Sie übernahmen neben Rangierdiensten auch Übergabezüge auf kurzen Stichstrecken und zu Industrieanschlüssen. Besonders geeignet erwiesen sie sich für Strecken mit schwierigen Betriebsverhältnissen aufgrund von Steigungen oder engen Radien, so etwa der von Wrexham ausgehenden Brymbo Branch und der Cromford and High Peak Railway. 1960 begann BR mit der Ausmusterung erster Maschinen. Sechs Exemplare gingen zwischen 1963 und 1966 an Kohlenbergwerke, die übrigen wurden schrittweise abgestellt. Am 1. Januar 1965 waren noch 13 Stück im Bestand. Die letzte Einsatzstrecke war die Reststrecke der Cromford and High Peak Railway, die am 21. April 1967 stillgelegt wurde. Seit 1956 waren zeitweise bis zu fünf, zuletzt noch zwei Maschinen dort eingesetzt worden. Mit der Einstellung der Strecke wurden auch die letzten beiden Hunslet Austerities aus dem Bestand von British Rail genommen.

#### Nederlandse Spoorwegen

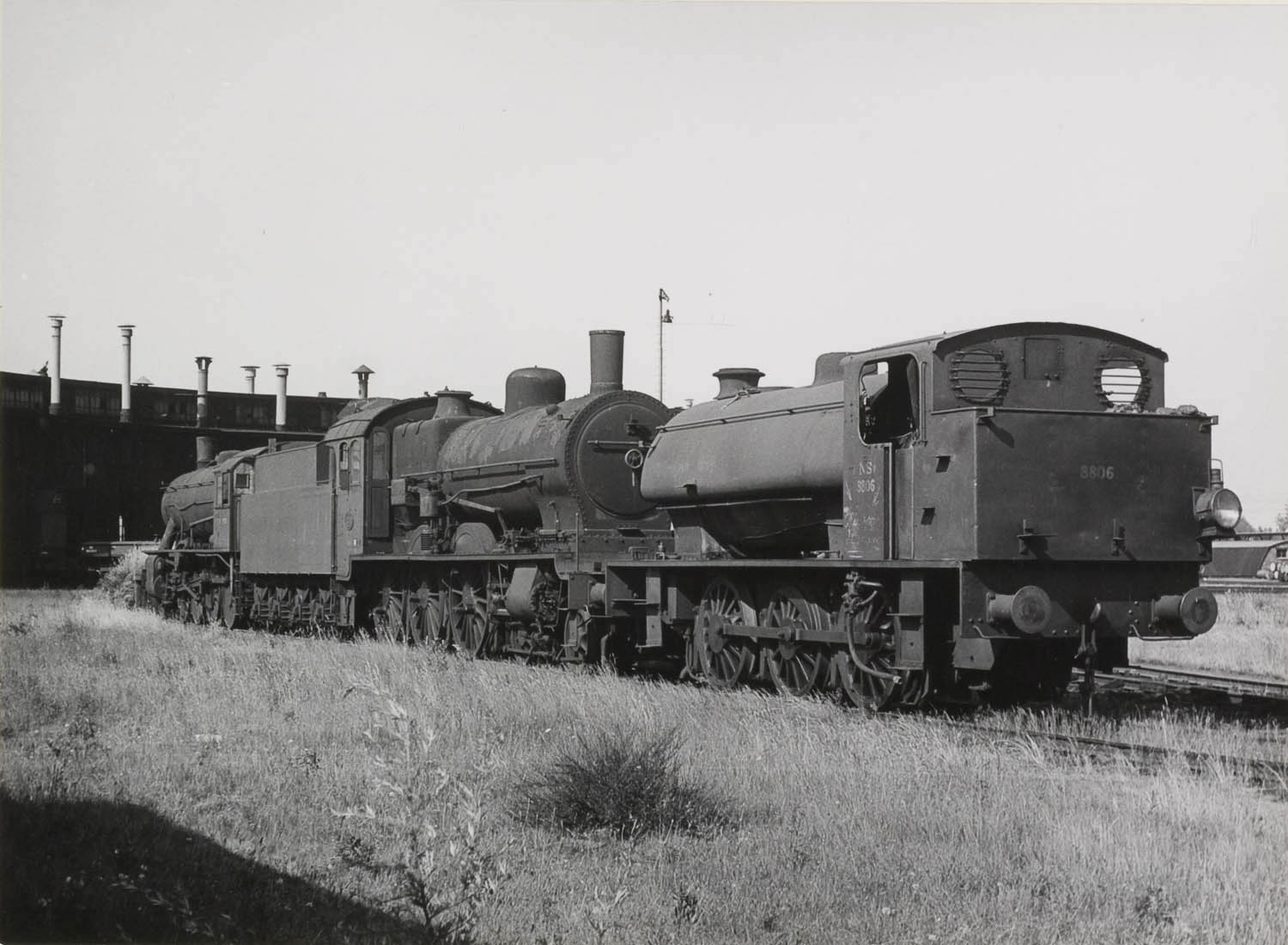
Ausgemusterte Lokomotive 8806 der Nederlandse Spoorwegen (NS) im Jahr 1957 zusammen mit den Lokomotiven NS 3707 und NS 4398

Insgesamt 31 Maschinen kamen Mitte 1945 nach ihrem Dienst für die alliierten Truppen in die Niederlande und wurden von den Nederlandse Spoorwegen (NS) zunächst angemietet, vier davon aber bald an die Nederlandse Staatsmijnen, ein staatliches niederländisches Bergwerksunternehmen, abgegeben. 1947 erwarben die NS die 27 Maschinen und setzten sie weiter vorwiegend im Rangierdienst ein. Ob ihrer Leistungsfähigkeit waren sie bei den NS-Personalen recht beliebt. Sechs Maschinen wurden zwischen 1953 und 1956 verkauft, fünf davon an die Bergwerksgesellschaft Laura en Vereeniging, die im Limburger Revier in Eygelshoven die beiden Steinkohlenbergwerke Laura und Julia betrieb. Die sechste Maschine ging an eine Zuckerfabrik in Roosendaal. Zwischen 1955 und 1957 musterten die NS die übrigen Lokomotiven schrittweise aus, nachdem ausreichend Diesellokomotiven als Ersatz beschafft worden waren.

#### War Department

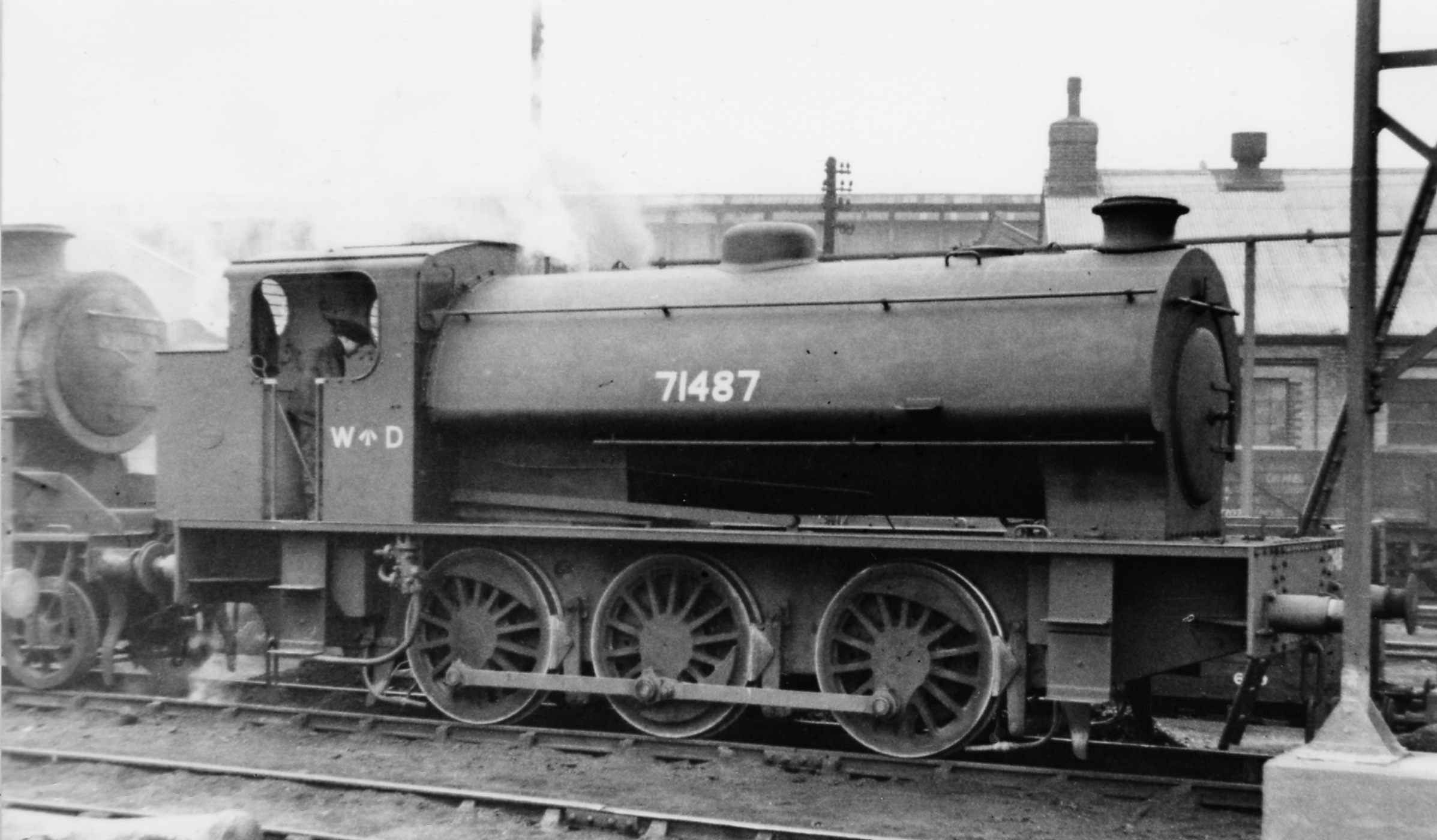
Lokomotive WD 71487 im Jahr 1951 gastweise im British-Railways-Depot Cambridge

Das War Department (WD) behielt nach dem Ende des Krieges 90 Maschinen in seinem Bestand. 1953 kamen weitere 14 Maschinen hinzu. Die insgesamt 104 Exemplare wurden vorwiegend in Depots und anderen Einrichtungen der britischen Streitkräfte eingesetzt. So waren 1949 alleine 12 Maschinen im Bestand der Militäreisenbahn Longmoor, die durch die British Army für Ausbildungszwecke unterhalten wurde. Ein Teil wurde auch für Reservezwecke in Depots hinterstellt, ohne eingesetzt zu werden. Die Maschinen blieben teilweise bis Ende der 1960er Jahre im Einsatz, diverse Maschinen wurden ab Ende der 1950er Jahre verkauft, viele davon an das National Coal Board (NCB). 1959 erwarb Hunslet 15 der WD-Maschinen zurück. Um ersten Umweltanforderungen zur Reduzierung der Rauch- und Rußemissionen gerecht zu werden, wurden die Maschinen mit Unterstützung des argentinischen Ingenieurs Livio Dante Porta auf das von diesem entwickelte Gas Producer Combustion System (GPCS) umgebaut und erhielten auch neue Fabriknummern. Hunslet verkaufte 13 der Maschinen an das NCB. Eine ging direkt an eine Museumsbahn und die letzte wurde verschrottet, ohne nochmals eingesetzt zu werden. 
Von den beim WD verbliebenen Lokomotiven blieben einige noch längere Zeit im Bestand, auch nachdem die Militäreisenbahn Longmoor als eines der letzte Einsatzgebiete Ende 1969 geschlossen worden war. Erst 1991 stellte die British Army mit der Lokomotive WD 198 Royal Engineer ihre letztes betriebsfähiges Exemplar ab.

#### Industrie und Werksbahnen

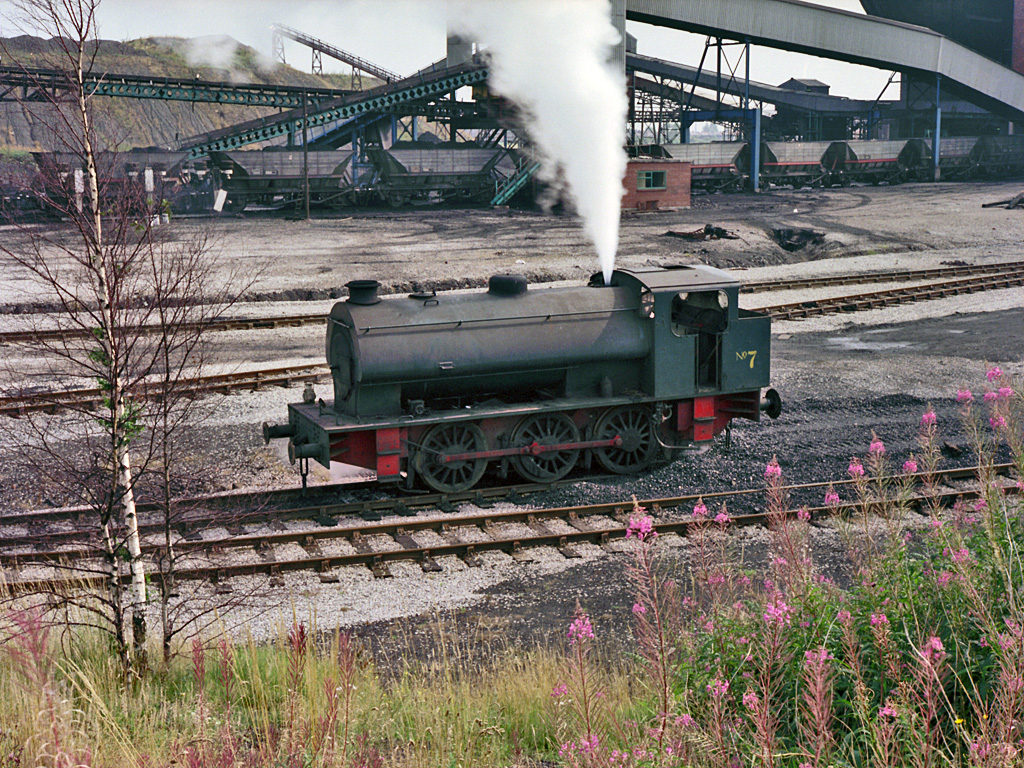
Hunslet Austerity im Jahr 1983 als Werkslokomotive des NCB in der Bickershaw Colliery im Einsatz

Bereits gegen Ende des Krieges waren erste Lokomotiven an britische Bergwerks- und Industriebahnen abgegeben werden, zwei waren bereits fabrikneu in solche Dienste gelangt. Das NCB wählte die Maschinen schließlich als seine Standardlokomotiven aus und übernahm außer den 77 fabrikneu zwischen 1948 und 1964 beschafften Exemplaren weitere aus dem Bestand des WD. Sie kamen in fast allen britischen Steinkohlerevieren in England, Schottland und Wales zum Einsatz. Anfang der 1960er Jahre kamen die 13 von Hunslet mit GPCS ausgerüsteten Lokomotiven dazu. Ab Anfang der 1970er Jahre wurden sie schrittweise ausgemustert und teils verschrottet, teils an Museumsbahnen verkauft. Die letzten Exemplare blieben bis Mitte der 1980er Jahre im Einsatz. Das letzte Steinkohlenbergwerk in Großbritannien mit Dampflokomotiven war Cadley Hill Colliery in Derbyshire, wo zuletzt noch drei Hunslet Austerities eingesetzt wurden, bevor das Bergwerk 1988 geschlossen wurde. In Großbritannien kamen kleinere Stückzahlen auch zu Stahlwerken und Steinbrüchen, sowohl fabrikneu wie auch gebraucht vom WD. 
Ebenfalls im Steinkohlenbergbau eingesetzt wurden die nach Kriegsende an die Nederlandse Staatsmijnen (Dutch State Mines, DSM) verkauften Exemplare wie auch die von den Gruben Laura und Julia gebraucht von den NS übernommenen fünf Lokomotiven. Während die DSM ihre Maschinen bereits Anfang der 1960er Jahre abstellten und verschrotteten, blieben die Lokomotiven der beiden Gruben länger in Betrieb. Der Steinkohlenbergbau in den Niederlanden wurden ab Ende der 1960er Jahre planmäßig zurückgefahren, bereits 1968 wurde die Grube Laura als eigenständiges Bergwerk geschlossen und mit der benachbarten Grube Julia zusammengelegt. Ende 1974 endete die niederländische Steinkohlenförderung. Am 20. Dezember 1974 schloss als vorletztes niederländisches Steinkohlenbergwerk die Grube Julia, was auch das Ende für den dort noch mit Dampflokomotiven bewältigten Schienenverkehr bedeutete. Als letzte überhaupt in den Niederlanden eingesetzten Dampflokomotiven wurden die dort eingesetzte Lokomotiven LV 13 (ehemals NS 8811) und LV 14 (ehemals NS 8826) noch bis Anfang 1975 für letzte Arbeiten auf dem Grubengelände eingesetzt.

#### Sonstige
Über die in Frankreich verbliebenen und dort eingesetzten Hunslet-Lokomotiven ist nicht viel bekannt, ihr Einsatz endete wahrscheinlich bereits in den 1950er und 1960er Jahren. Bei den sechs von der Chemins de fer Tunisiens (CFT) erworbenen Lokomotiven ist nicht bekannt, wie lange sie in Tunesien eingesetzt wurden. Die CFT reihte sie mit den Nummern 3.51 bis 3.56 in ihren Bestand ein. 1956 übernahm nach der Unabhängigkeit des Landes die neugegründete Staatsbahn Société nationale des chemins de fer tunisiens (SNCFT) die Lokomotiven. Zwei der tunesischen Maschinen sind erhalten geblieben.

## Technik
Wesentliches Ziel der Konstruktion war eine möglichst einfache, wartungsfreundliche und sparsame Konstruktion, die unter Kriegsbedingungen schnell und kostengünstig zu produzieren war. Der Hunslet-Typ 50550 war mit Innenzylindern und Stephenson-Steuerung ein typischer Vertreter C-gekuppelter britischer Tenderlokomotiven. Riddles vereinfachte den Hunslet-Entwurf ganz erheblich, vor allem durch die Verwendung preiswerterer Bauteile aus Gusseisen statt Stahlguss. So bestanden die Radsterne ebenso aus Gusseisen wie die für die Ansteuerung der beiden Innenzylinder verwendeten Flachschieber. Die Schieberkästen wurden zwischen den Zylindern angeordnet. Der Lokomotivrahmen bestand aus geschweißtem Stahlblech. Äußerlich markant war der über dem Kessel montierte Satteltank, der die Verwendung einer runden Feuerbüchse erforderte. Im Unterschied zu den älteren Hunslet-Satteltanklokomotiven erstreckte sich der Tank über die ganze Kessellänge einschließlich des Schornsteins und war geschweißt. Der Kessel selbst bestand aus zwei Schüssen. Die Feuerbüchse war innen aus Kupfer, die äußere Hülle aus Stahl, sie wurde mit zwei Sicherheitsventilen Bauart Ross ausgestattet. Die Lokomotiven besitzen auf alle Kuppelräder wirkende Dampfbremsen. Probleme bereiteten die verwendeten Lager, die zum Heißlaufen neigten.
Die meisten Maschinen blieben bis zu ihrer Ausmusterung weitgehend unverändert. Vielfach erfolgten jedoch kleinere Änderungen und Anpassungen wie etwa die Montage ovaler Puffer oder zusätzlicher Rangierertritte, elektrische Beleuchtung oder die Installation von Antennen für Rangierfunk. Einige in der Region Durham eingesetzte Maschinen des NCB erhielten seitlich abgerundete Führerhäuser, in Anpassung an das eingeschränkte Lichtraumprofil auf dortigen Zechenbahnen.
Eine wesentliche technische Weiterentwicklung war der Anfang der 1960er Jahre durchgeführte Umbau auf das Gas Producer Combustion System (GPCS) von Livio Dante Porta. Hunslet baute dazu zurückgekaufte Maschinen um, die neue Fabriknummern erhielten. Auch die letzten Neubauten 1964 wurden damit ausgestattet. Die Lokomotiven erhielten dazu einen unter dem Führerhaus verlaufenden Stoker, der die Kohle von unten in das Rost beförderte und damit den Ein-Mann-Betrieb ermöglichte. Die Feuerbüchse wurde auf das GPCS umgerüstet, sie erhielt dazu beidseits je drei zusätzliche Luftlöcher oberhalb des Rostes, die die für den Prozess benötigte zusätzliche Luft lieferten. dem GPCS wird die Kohle auf dem Rost endotherm verbrannt, wodurch brennbare Gase in den Feuerraum freigesetzt werden, die dann exotherm verbrannt werden. Erreicht werden sollte so ein geringerer Übertrag von unverbrannter Kohle aus dem Feuerbett sowie eine vollständigere und damit sauberere Verbrennung. Auch der Feuerschirm musste hierzu modifiziert und vergrößert werden. Ein weiteres Element des Umbaus war die Verwendung eines Blasrohrs Typ Kylpor, das Porta, aufbauend auf einem Entwurf des finnischen Ingenieurs Kyösti Kylälä, entwickelt hatte. Es ähnelt dem bekannteren Kylchap-Blasrohr und sorgte für eine wesentlich bessere Saugzugleistung. Äußerlich waren die umgebauten Lokomotiven an den im Durchmesser deutlich vergrößerten Schornsteinen zu erkennen. Bei einem Teil der umgebauten Maschinen wurde gegen Ende des planmäßigen Einsatzes auf den Stoker und auf die Anwendung des GPCS wieder verzichtet.
Einige Maschinen wurden beim NCB auch mit Giesl-Ejektoren ausgestattet, bei anderen wurde der Satteltank verkürzt. Die LNER ließ 1947 bei einigen Maschinen den Kohlenbunker vergrößern. Im Museumsbahneinsatz sind viele Exemplare nachträglich mit Vakuum- oder Druckluftbremsen ausgerüstet worden, um sie vor Personenzügen einsetzen zu können. Zuvor hatten lediglich einige Maschinen der Militäreisenbahn Longmoor und der vom WD zur Erschließung eines ausgedehnten Munitionsdepots betriebenen Shropshire and Montgomeryshire Railway Vakuumbremsen erhalten, da auf beiden Bahnen auch Personenzüge für Mitarbeiter und Soldaten verkehrten.

## Erhaltene Lokomotiven
Insgesamt sind rund 75 Hunslet Austerity 0-6-0ST erhalten geblieben, vorwiegend in Großbritannien, aber auch in den Niederlanden. Einzelne Exemplare sind auch in Belgien und Tunesien zu finden. Dank ihrer robusten Ausführung und einfachen Technik sind die Maschinen besonders für die Zwecke von Museumsbahnen geeignet. Die meisten der bei britischen Museumsbahnen eingesetzten Exemplare stammen aus den Beständen des NCB, von den 75 bei der LNER und anschließend bei British Railways eingesetzten Exemplaren blieben lediglich zwei Lokomotiven erhalten, die das NCB nach ihrer Ausmusterung bei BR erworben hatte. Mit Abstand ist die Hunslet Austerity dennoch die mit der größten Stückzahl erhalten gebliebene britische Dampflokomotivklasse, etwa 50 Stück stehen im aktiven Dienst.
Viele der bei Museumsbahnen eingesetzten Exemplare haben nachträglich Namen erhalten. Zuvor hatte lediglich die Militäreisenbahn Longmoor einige Maschinen mit Namen versehen und ihre Exemplare vor allem nach berühmten Generälen und Schlachten der British Army benannt. Die Farbgebungen spiegeln ebenfalls die vielfältige Einsatzgeschichte wieder, wobei oft Lackierungen und Nummern ausgemusterter und verschrotteter Exemplare verwendet werden.
Mehrere Lokomotiven wurden für Umbauten oder Nachbauten verwendet. So entstand die 1985 fertiggestellte Replik der GWR-Klasse Iron Duke unter Verwendung der Teile von zwei Hunslet Austerities. Zwei Lokomotiven wurden durch die Mid-Hants Railway umgebaut, um sie bei Veranstaltungen als Figuren der bekannten Kinderfernsehserie Thomas the Tank Engine & Friends einsetzen zu können. Eine Lokomotive wurde in eine Schlepptenderlokomotive umgebaut, angenähert an die Lokomotive Douglas (eigentlich eine Lokomotive der Klasse 812 der Caledonian Railway), eine weitere ähnlich dem Hauptprotagonisten der Serie, der Tenderlokomotive Thomas (eigentlich eine Lokomotive der Klasse E2 der London, Brighton and South Coast Railway). Sie verlor dazu ihren Satteltank und erhielt seitliche Wassertanks.

## Galerie

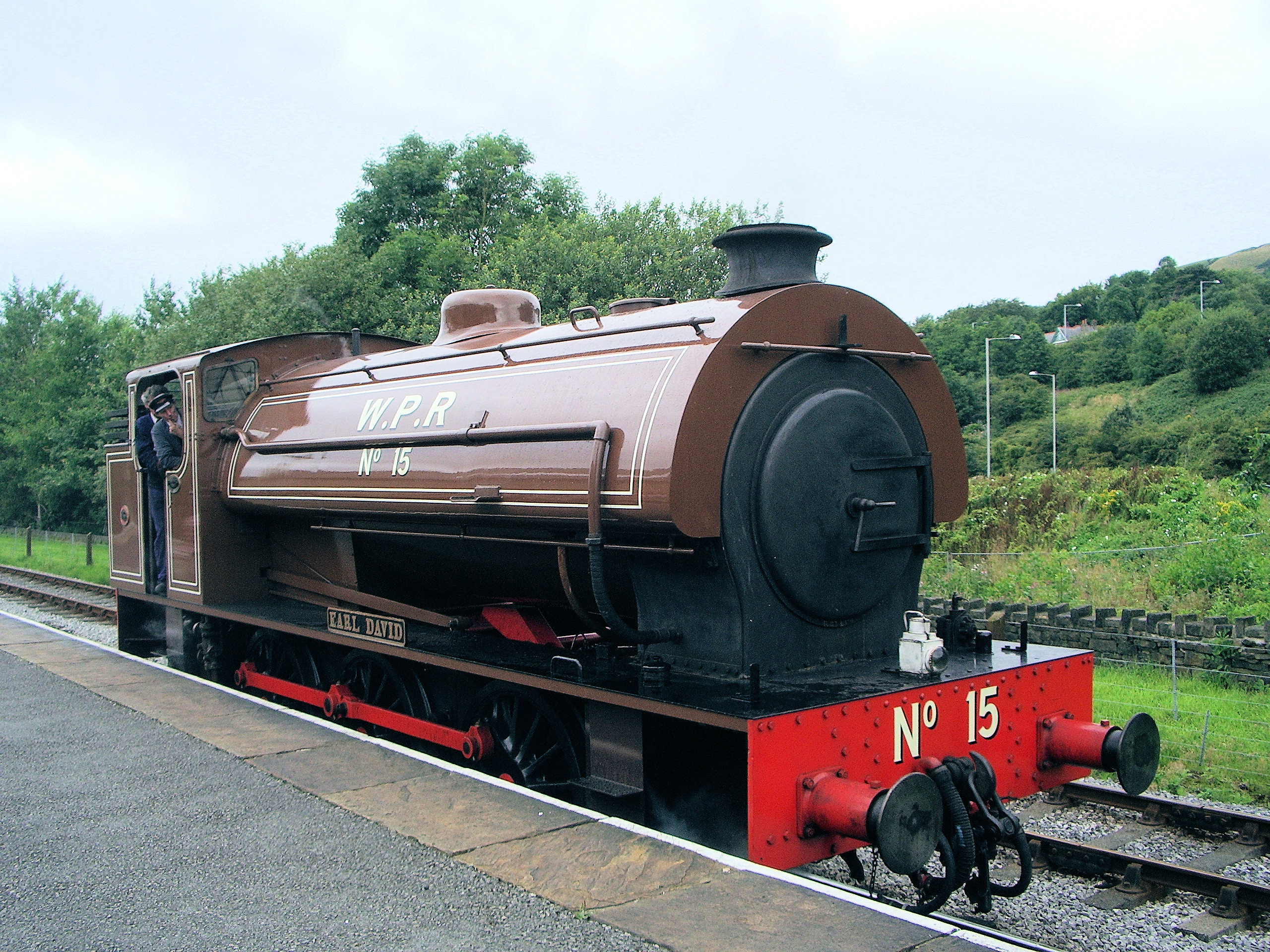
Lokomotive WD 71529 Earl David bei der East Lancashire Railway
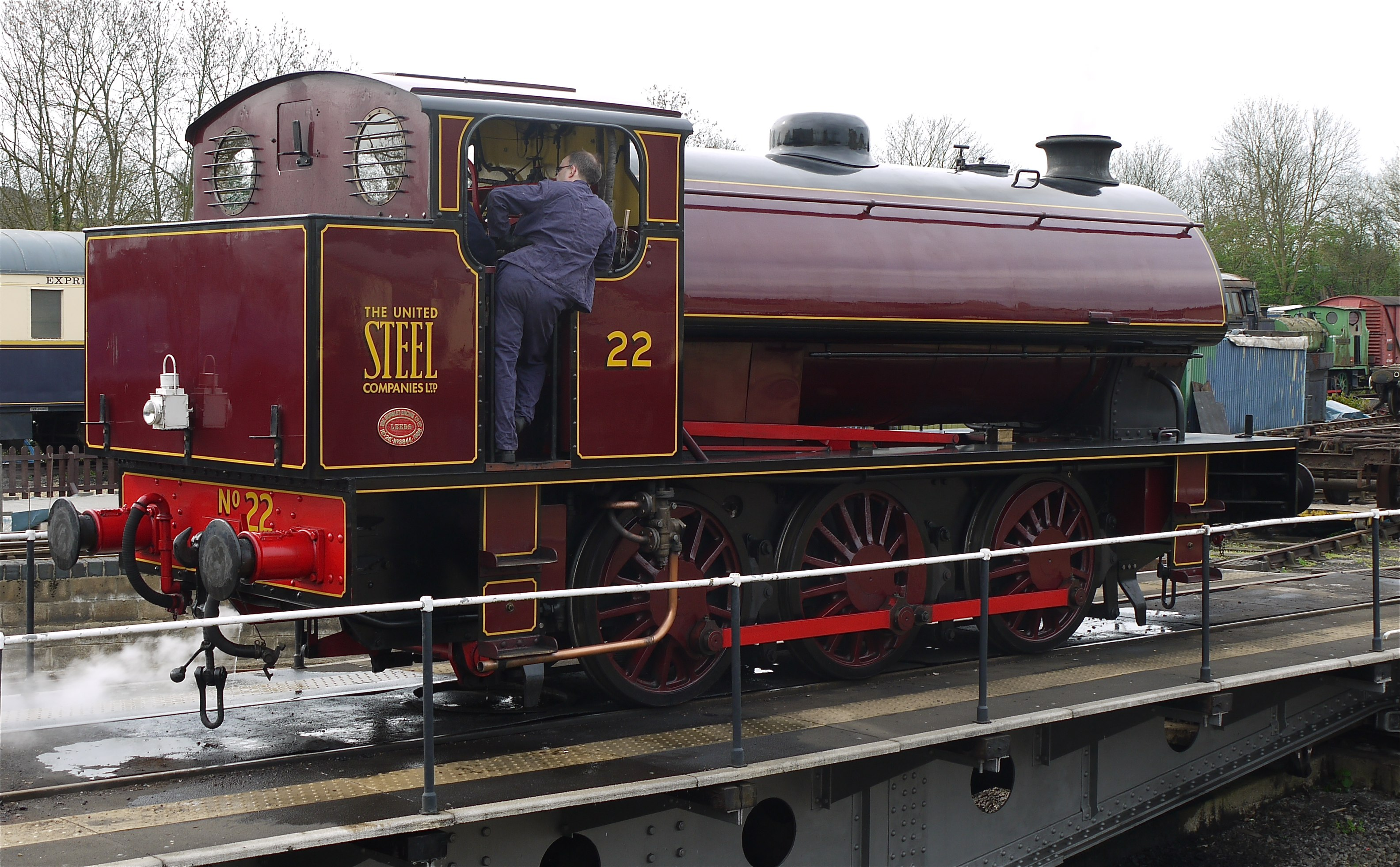
Hunslet-Lokomotive 3844 bei der Nene Valley Railway mit der Farbgebung als United-Steel-Werkslokomotive 22
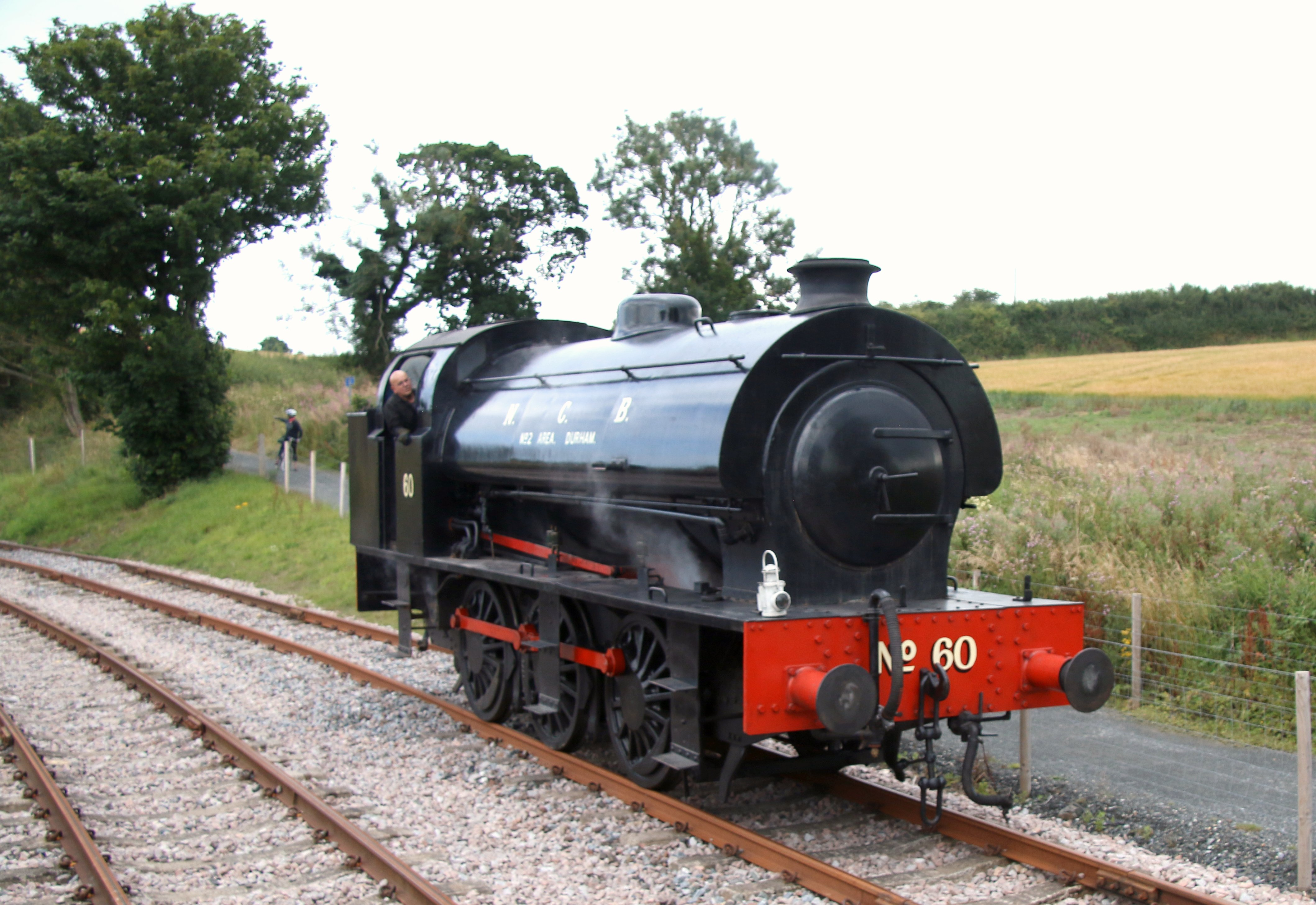
Lokomotive NCB 60 mit gerundetem Führerhausdach für eingeschränktes Lichtraumprofil im Einsatz bei der Aln Valley Railway
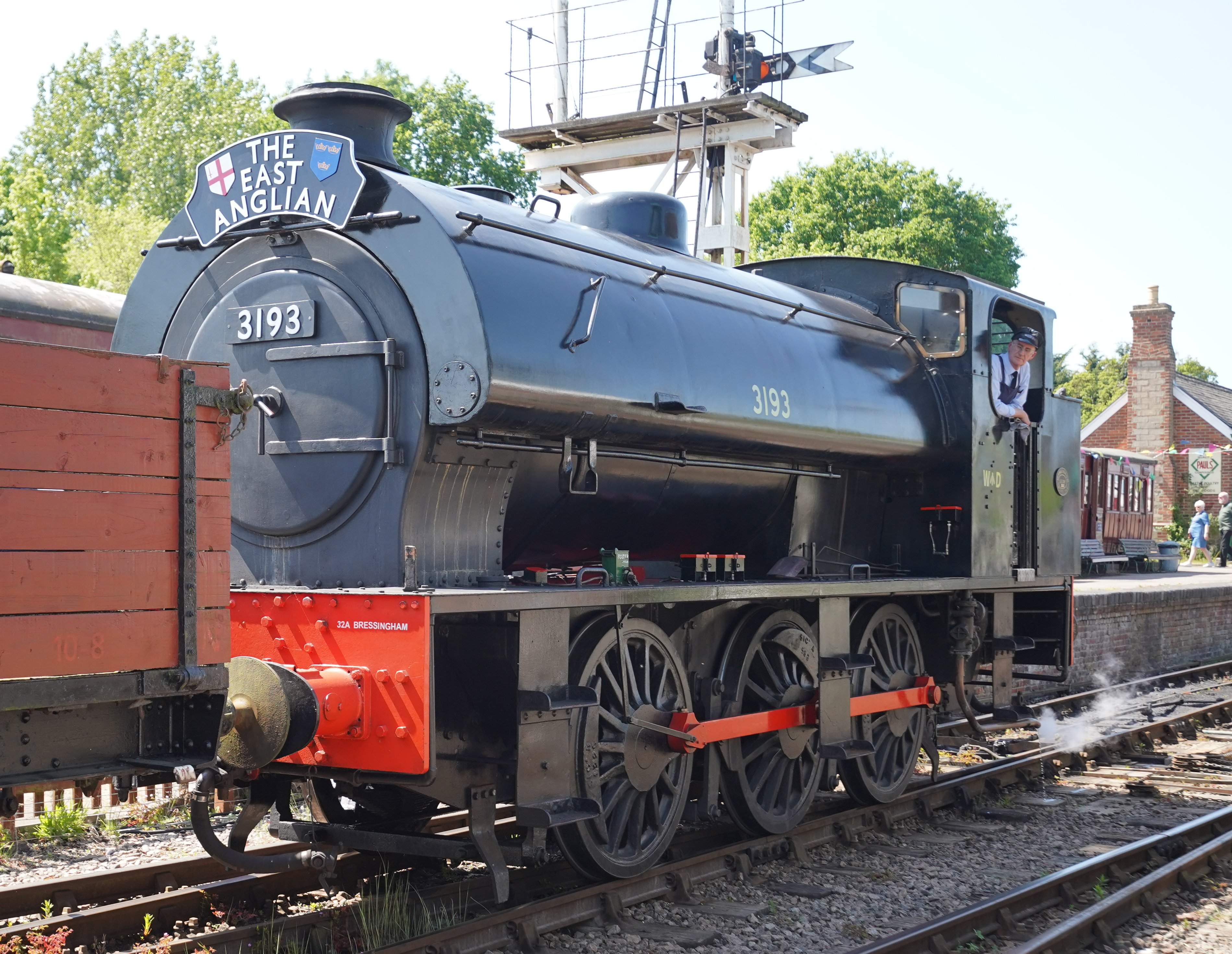
Lokomotive WD 3193 im Einsatz bei der Colne Valley Railway
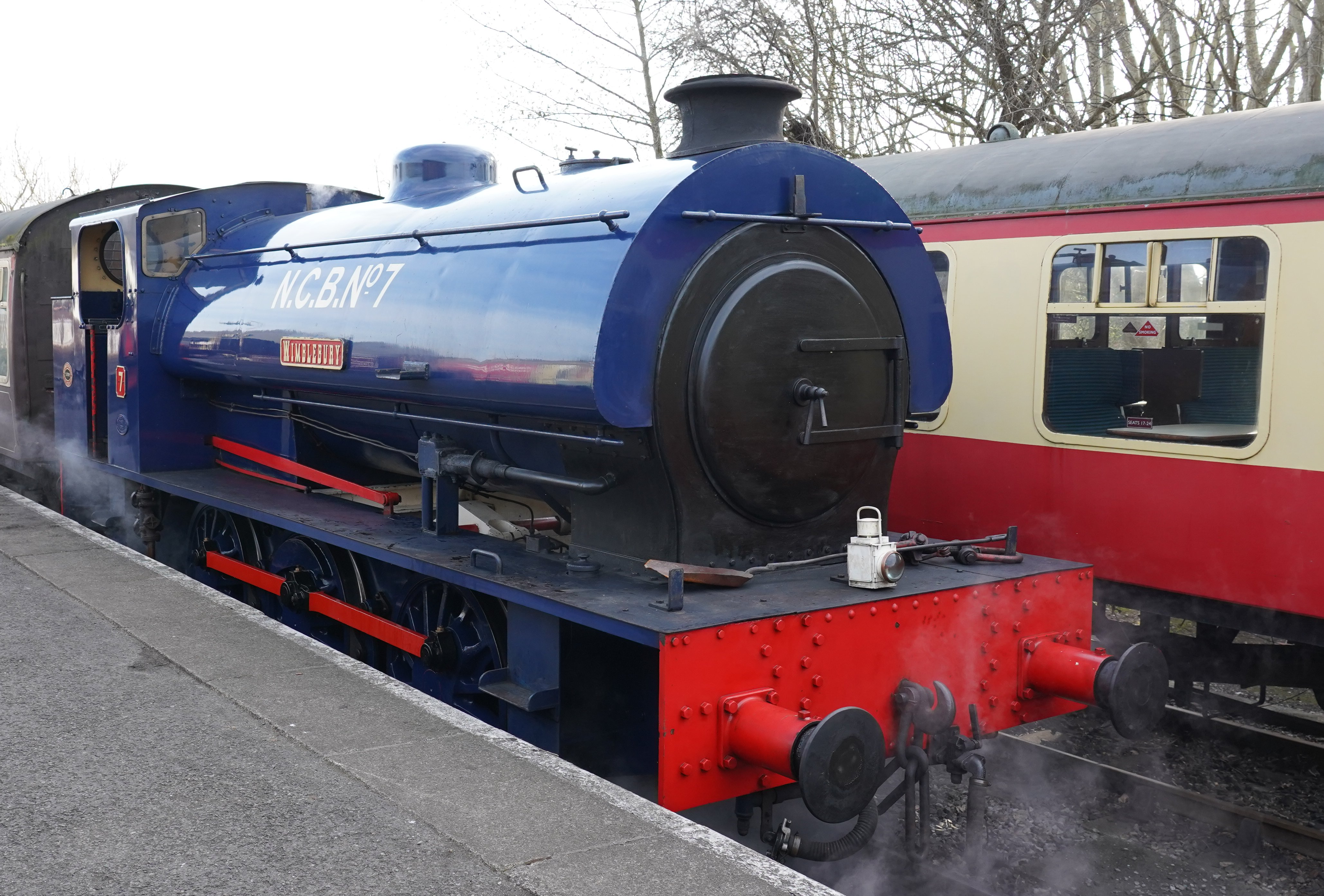
Lokomotive NCB 7 als Museumslokomotive der Avon Valley Railway in Somerset
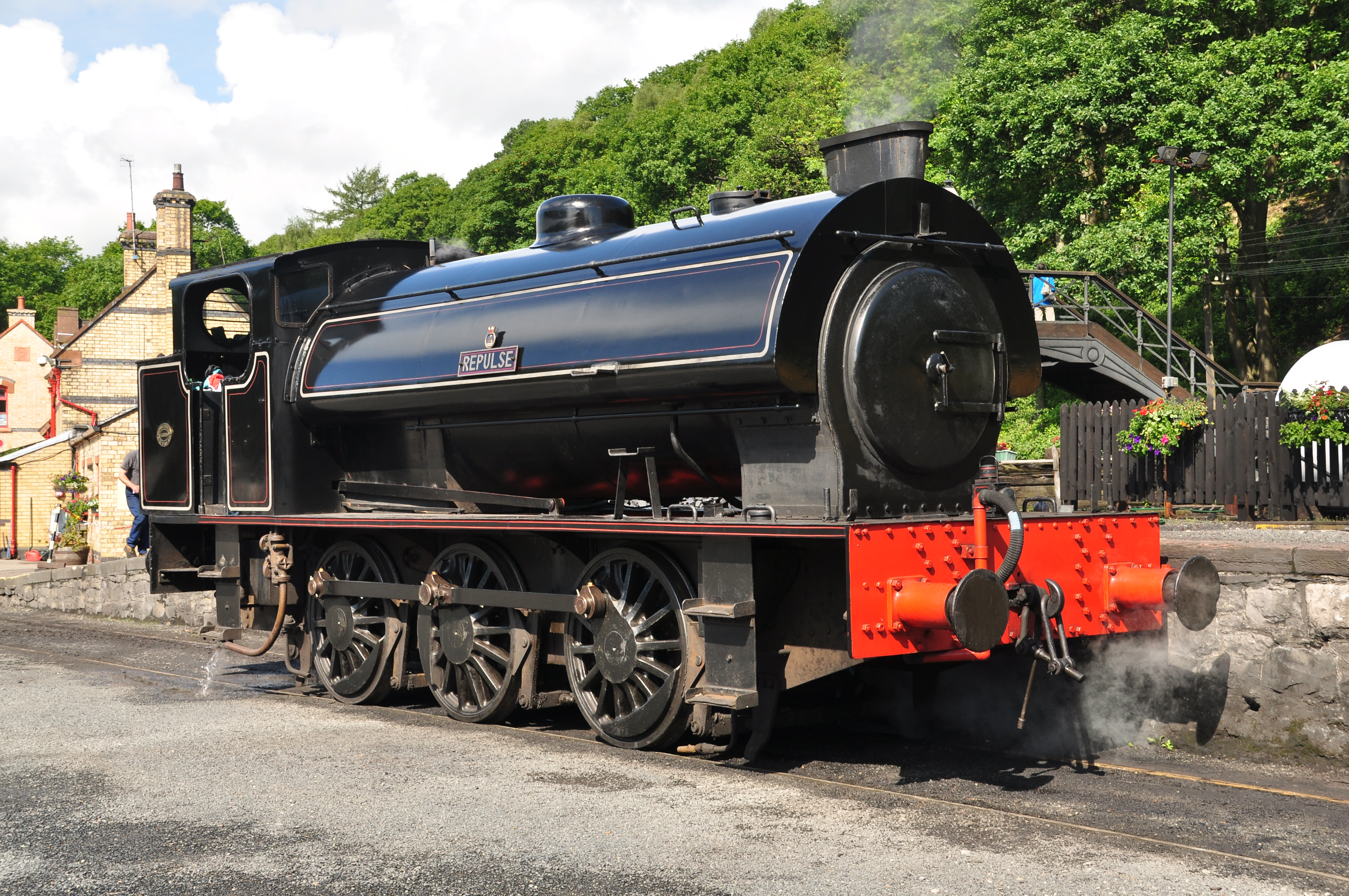
Hunslet Austerity Nr. 3698 Repulse mit Giesl-Ejektor als Museumslokomotive bei der Lakeside and Haverthwaite Railway
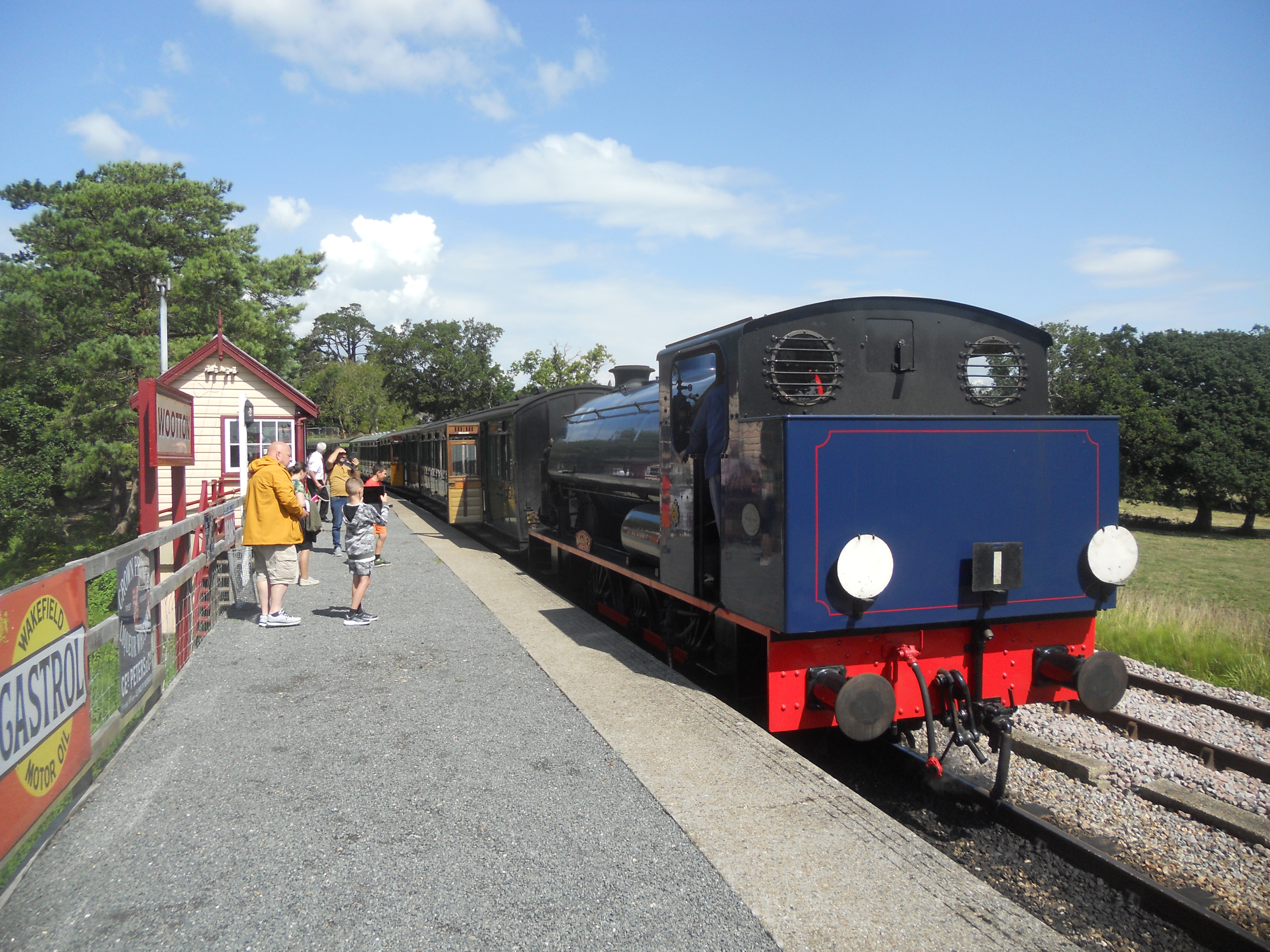
Lokomotive WD 92 Waggoner als Museumslokomotive der Isle of Wight Steam Railway
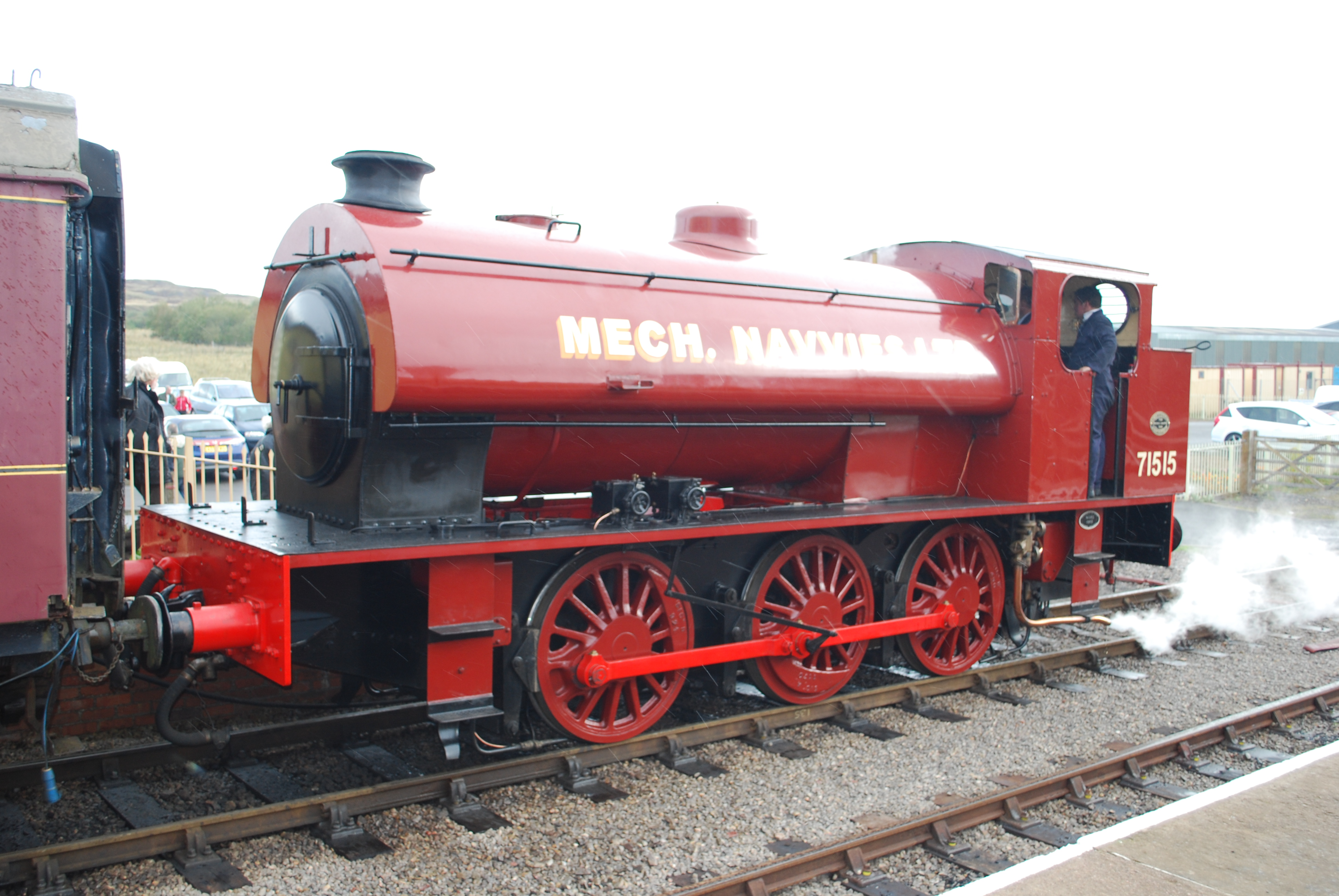
Die von Robert Stephenson & Hawthorns gebaute Lokomotive WD 71515 bei der Pontypool and Blaenavon Railway in Wales
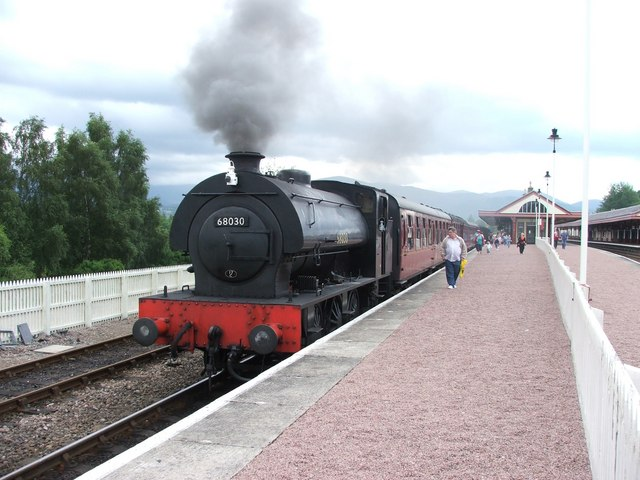
Hunslet-Lokomotive 3777 mit der BR-Nummer 68030 bei der Strathspey Railway im Bahnhof Aviemore
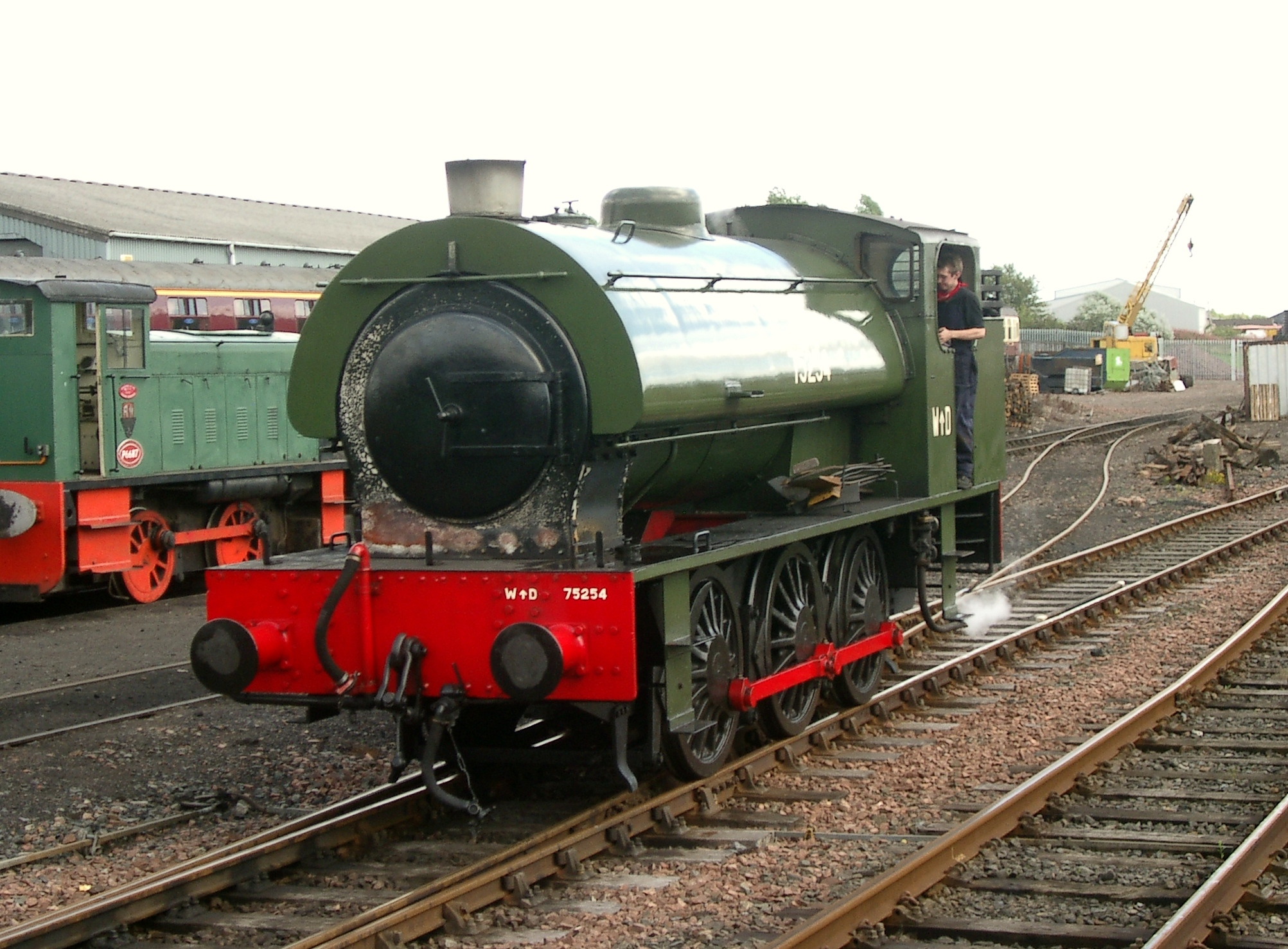
Lokomotive WD 75254 im schottischen Bahnhof Bo’ness
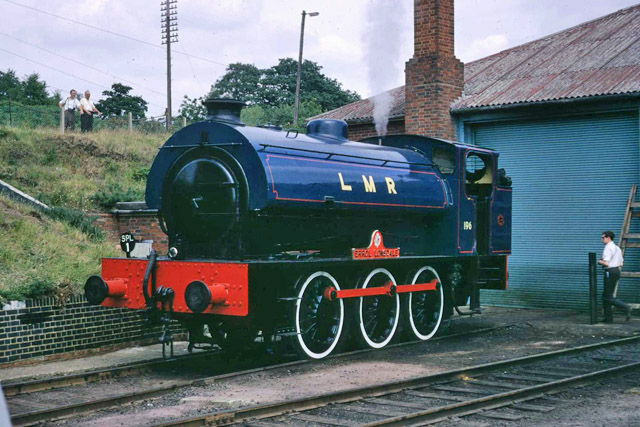
Lokomotive WD 196 Errol Lonsdale (hier 1969 auf der Militäreisenbahn Longmoor) ist seit 2016 auf verschiedenen Museumsbahnen in Belgien im Einsatz
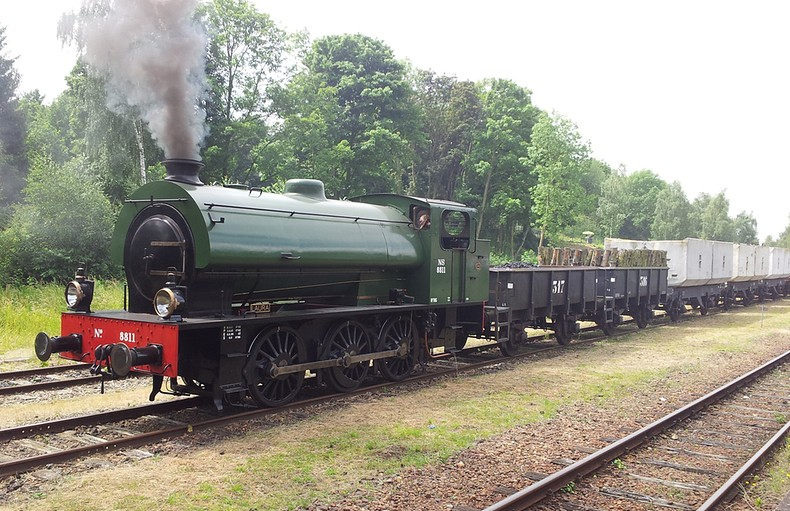
Lokomotive NS 8811 als Museumslokomotive der Stoom Stichting Nederland im Einsatz auf der Miljoenenlijn